# Резолюция Совета Безопасности ООН 853

Агдамский район на карте Азербайджана.

Резолюция № 853. Вторая по счету резолюция Совета Безопасности ООН принятая со времени начала армяно-азербайджанского конфликта. Была единогласно принята Советом Безопасности ООН 29 июля 1993 года на 3259-м заседании, в разгар военных действий в Нагорном Карабахе.
Резолюция была подготовлена с учётом всех заинтересованных сторон, в том числе и Армении. В тексте резолюции Совет Безопасности, среди прочего, приветствовал принятие плана неотложных мер в соответствии с предыдущей резолюцией Совета Безопасности ООН № 822, осудил захват Агдамского района и бомбардировки населённых пунктов, а также призвал правительство Армении продолжать оказывать влияние на армян Нагорного Карабаха.
Азербайджанской и армянской сторонами не был выполнен ни один из пунктов резолюции. Кроме того основную ответственность за невыполнение указаний резолюции, по словам Владимира Казимирова, несет на себе Азербайджан, который, в отличие от армянской стороны, уклонялся от главного и первоочередного требования резолюции — незамедлительного прекращения боевых действий. Сегодня, выборочная и тенденциозная интерпретация ссылок на резолюции Совета Безопасности ООН по Карабаху занимают особое место в пропаганде Азербайджана.

## Текст Резолюции
Совет Безопасности,

подтверждая свою резолюцию 822 (1993) от 30 апреля 1993 года,

рассмотрев доклад Председателя Минской группы Совещания по безопасности и сотрудничеству в Европе от 27 июля 1993 года1,

выражая серьёзную обеспокоенность в связи с ухудшением отношений между Республикой Арменией и Азербайджанской Республикой и напряженностью между ними,

приветствуя принятие заинтересованными сторонами плана неотложных мер по осуществлению его резолюции 822 (1993),

с тревогой отмечая эскалацию военных действий и, в частности, захват Агдамского района в Азербайджане,

будучи обеспокоен тем, что такое положение продолжает угрожать миру и безопасности в регионе,

выражая вновь серьёзную обеспокоенность в связи с перемещением большого числа гражданских лиц в Азербайджане и чрезвычайной гуманитарной ситуацией в регионе,

вновь подтверждая суверенитет и территориальную целостность Азербайджана и всех других государств в регионе,

вновь подтверждая также нерушимость международных границ и недопустимость применения силы для приобретения территории,

1. осуждает захват Агдамского района и всех других недавно оккупированных районов Азербайджанской Республики;

2. осуждает также все враждебные действия в регионе, в частности нападения на гражданских лиц и бомбардировки и артиллерийские обстрелы населенных районов;

3. требует незамедлительного прекращения всех военных действий и немедленного, полного и безоговорочного вывода участвующих в конфликте оккупационных сил из Агдамского района и всех других недавно оккупированных районов Азербайджана;

4. призывает заинтересованные стороны достичь прочных договоренностей о прекращении огня и соблюдать их;

5. вновь подтверждает в контексте пунктов 3 и 4, выше, свои предыдущие призывы восстановить экономические, транспортные и энергетические связи в регионе;

6. одобряет продолжающиеся усилия Минской группы Совещания по безопасности и сотрудничеству в Европе по обеспечению мирного разрешения конфликта, включая усилия по осуществлению резолюции 822 (1993), и выражает серьёзную обеспокоенность в связи с губительными последствиями для этих усилий эскалации военных действий;

7. приветствует меры по подготовке миссии Совещания по безопасности и сотрудничеству в Европе по наблюдению, включая график её развертывания, а также рассмотрение в рамках Совещания предложения об обеспечении присутствия Совещания в регионе;

8. настоятельно призывает заинтересованные стороны воздерживаться от любых действий, препятствующих мирному разрешению конфликта, и продолжать переговоры в рамках Минской группы, а также посредством прямых контактов между ними в целях достижения окончательного урегулирования;

9. настоятельно призывает правительство Республики Армении продолжать оказывать своё влияние в целях обеспечения соблюдения армянами нагорно-карабахского региона Азербайджана положений резолюции 822 (1993) и настоящей резолюции и принятия этой стороной предложений Минской группы;

10. настоятельно призывает государства воздерживаться от поставок любого оружия и военного имущества, которые могли бы привести к эскалации конфликта или продолжению оккупации территории;

11. вновь призывает обеспечить беспрепятственное осуществление международной деятельности по оказанию гуманитарной помощи в регионе, в частности во всех районах, затронутых конфликтом, с тем чтобы облегчить возросшие страдания гражданского населения, и вновь подтверждает, что все стороны обязаны соблюдать принципы и нормы международного гуманитарного права;

12. просит Генерального секретаря и соответствующие международные учреждения предоставить срочную гуманитарную помощь пострадавшему гражданскому населению и помочь перемещенным лицам вернуться в свои дома;

13. просит Генерального секретаря в консультации с действующим Председателем Совещания по безопасности и сотрудничеству в Европе, а также с Председателем Минской группы продолжать представлять Совету доклады о развитии ситуации;

14. постановляет продолжать активно заниматься этим вопросом.

Принята единогласно на 3259-м заседании.

1. Официальные отчеты Совета Безопасности, сорок восьмой год, Дополнение за июль, август и сентябрь 1993 года, документ S/26184.

## Голосование
Голосовали за: Бразилия, Кабо-Верде, Китай, Джибути, Франция, Венгрия, Япония. Марокко. Новая Зеландия, Пакистан, Российская Федерация. Испания, Соединенное Королевство Великобритании и Северной Ирландии, Соединенные Штаты Америки, Венесуэла

ПРЕДСЕДАТЕЛЬ (говорит по-английски): Подано 15 голосов за. Проект резолюции принимается единогласно в качестве резолюции 853 (1993).